# Rachel Rosalen
Rachel Rosalen (1971) es una artista brasileña quién trabaja en São Paulo y en Tokio.

## Biografía
Nació en São Paulo, Brasil. Obtuvo la licenciatura en arquitectura y urbanismo de la Universidad de Bellas Artes de São Paulo y una maestría en arte multimedia por la Campinas Universidad Estatal (UNICAMP), Brasil.  También tiene una membresía de CNPq como profesora e investigadora en el Departamento de Comunicación y Artes en la Pontificia Universidad Católica de São Paulo, desde 2002 a 2003, y fue invitada a enseñar al curso de posgrado de Imágenes y Sonidos en los Medios de comunicación Electrónicos, São Paulo, SENAC, desde 2002 a 2005.  En 2003, obtuvo una beca de Artista en Residencia de la Fundación de Japón en N&A Nanjo y Curatorial Oficina.  Desde entonces,  ha vivido y trabajado tanto en São Paulo como en Tokio.
En 2006,  ganó un Premio de Nuevos Medios de comunicación del gobierno estadual de São Paulo (Prêmio de Apoyo a la Cultura de São Paulo).  En 2007,  ganó el Premio Sérgio Motta Arte y Fundación de Tecnología, por el trabajo,  "El Jardín de Encantar". Ese mismo año, fue invitada a ser artista residente en Warteck PP, Basel, Suiza.
En años recientes, Rosalen ha seguido un camino único en la producción de arte electrónica brasileña.  Su trabajo incluye vídeo, arte de performance, telemática, instalaciones de vídeo interactivo, proyectos basados en bases de datos, y programación.  A menudo reúne interfaces concretas para cada trabajo y hace uso de marcas de esos dispositivos para realizar un proyecto más amplio que trata relaciones entre vida y muerte, guerra, violencia, medios de comunicación, erotismo, construcción del cuerpo en la metrópoli contemporánea.  A menudo invita a otros artistas, programadores, o ingenieros electrónicos para colaborar en sus proyectos.